# Turkeyella
Turkeyella es un género de foraminífero planctónico de la subfamilia Globigerinelloidinae, de la familia Globigerinelloididae, de la superfamilia Planomalinoidea, del suborden Globigerinina y del orden Globigerinida. Su especie tipo es Turkeyella improvisa.  Su rango cronoestratigráfico abarca el Toarciense (Jurásico inferior).

## Descripción
Turkeyella incluía especies con conchas planiespiraladas, biumbilicada, involutas o semiinvolutas, de forma discoidal globular; sus cámaras eran globulares, creciendo gradualmente en tamaño; sus suturas intercamerales eran rectas y ligeramente incididas; su contorno era redondeando y ligeramente lobulado; su periferia era redondeada; su ombligo era estrecho y somero; su abertura principal era interiomarginal, ecuatorial asimétricamente desplazada hacia un lado, de arco medio o de forma subrectangular, y protegida por un labio; presentaban pared calcítica hialina radial, finamente perforada con poros cilíndricos, con la superficie ligeramente rugosa.

## Discusión
El género Turkeyella no ha tenido mucha difusión entre los especialistas. Clasificaciones posteriores incluirían Turkeyella en la Familia Schackoinidae.

## Clasificación
Turkeyella incluye a la siguiente especie:
- Turkeyella improvisa †